# Chesapeake Ranch Estates
Chesapeake Ranch Estates – jednostka osadnicza w Stanach Zjednoczonych, w stanie Maryland, w hrabstwie Calvert.